# Grottvättespindel
Grottvättespindel (Porrhomma egeria) är en spindelart som beskrevs av Simon 1884. Grottvättespindel ingår i släktet Porrhomma och familjen täckvävarspindlar. Arten är reproducerande i Sverige. Inga underarter finns listade i Catalogue of Life.